# 中後悠平
中後 悠平（なかうしろ ゆうへい、1989年9月17日 - ）は、大阪府泉南郡熊取町出身の元プロ野球選手（投手）。左投左打。

## 経歴

### プロ入り前

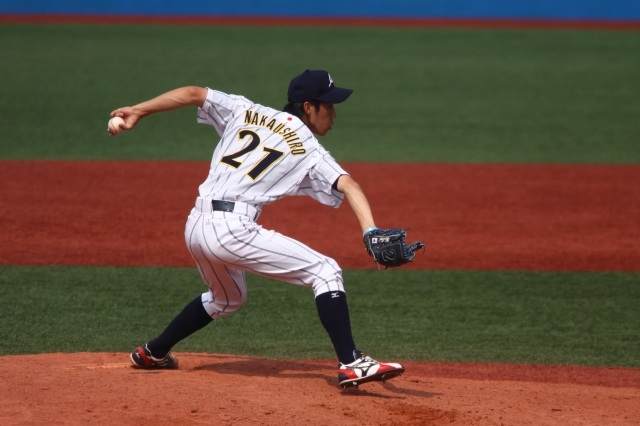
第5回世界大学野球選手権大会での中後（2010年、神宮球場にて）

小学5年時に、父が監督を務める少年野球チーム「熊取ベアーズ」に入団。熊取町立熊取北中学校への在学中には、「貝塚シニア」へ所属した。
中学卒業後、父の出身地（和歌山県新宮市）にある近大新宮高校にスポーツ進学コースの第1期生として入学。創部されたばかりの硬式野球部に入り、2年間豊田義夫の指導を受けた。2年夏からのベンチ入りを経て、3年夏の選手権和歌山大会で準々決勝に進出。しかし、春夏を通じて甲子園出場には縁がなかった。
高校卒業後に近畿大学へ進学すると、関西学生野球リーグの強豪である硬式野球部に入部。1年次の春からリーグ戦へ出場したが、最初の1年間は下半身の強化に専念した。
2年次の春季リーグでは、チーム10試合中9試合に登板。3勝0敗、防御率1.47という好成績でチームの2季振りとなる優勝に貢献し、MVPを獲得した。さらに、チームの優勝によって進出した全日本大学野球選手権大会の1回戦で全国大会にデビュー。桐蔭横浜大学を相手に1失点完投勝利を収めた。
3年次の春季リーグでは8試合に登板。4勝2敗、リーグ2位の防御率1.11という成績でベストナインに選ばれた。秋季リーグ戦でも7試合に登板すると、2勝3敗ながらリーグトップの防御率0.98を記録した。
4年生だった2011年には、春季リーグで8試合に登板し5勝3敗、防御率0.74をマーク。2季連続でリーグトップの防御率を記録するとともに、自身2度目のベストナイン選出を果たした。続く秋季リーグ戦では、10試合の登板で3勝4敗、防御率2.15、72奪三振という成績を残した。在学中にはリーグ戦通算50試合の登板で、19勝13敗、260奪三振、防御率1.48を記録。4年生だった2011年度には、大学野球の選手として日本学生野球協会から表彰された。
大学2年生だった2009年には、夏の第25回アジア野球選手権大会と秋の第37回日米大学野球選手権大会に日本代表の一員として出場。日米大学野球では、通算3試合（4イニング）で被安打4、6奪三振、1与四球を記録した。11月22日に東京ドームにて開催された日本初の「NPB選抜チームと大学選抜チームによる交流戦」（U-26 NPB選抜 対 大学日本代表）に日本代表の一員として参加したが、登板の機会はなかった。大学4年生だった2011年にも、第5回世界大学野球選手権大会の日本代表に選出。3試合に登板すると、打者11人に対して1被安打、4奪三振を記録した。
2011年のNPBドラフト会議で、千葉ロッテマリーンズから2巡目で指名。契約金8,000万円、年俸1,500万円（金額は推定）という条件で入団した。背番号は16。

### ロッテ時代
2012年は開幕一軍入りを果たし、3月31日に東北楽天ゴールデンイーグルスとの開幕カード第3戦（クリネックススタジアム宮城）8回裏に一軍公式戦へデビュー。1死満塁からの救援登板であったが、2者連続奪三振で切り抜けた末にチームが勝利したため、試合後にはヒーローインタビューを受けた。4月22日の対埼玉西武ライオンズ戦（QVCマリンフィールド）では、1点ビバインドの8回表からの救援登板で1イニングを無失点に抑えると、その裏にチームが逆転したため一軍公式戦初勝利を記録。試合後のヒーローインタビューでは、「ウイニングボールは、一番感謝している両親にあげたい」と述べた。一軍公式戦では、通算27試合の登板で2勝5ホールドをマーク。シーズン終了後の契約交渉では、前半戦の働きが球団の査定に反映されたため、推定年俸1,650万円（前年から150万円増）という条件で更改した。
2013年は故障の影響で、春季キャンプから公式戦の開幕直後まで二軍で過ごした。4月に一軍へ昇格するものの、一軍公式戦で打者9人を相手に5四球を出すなどと制球が安定せず、二軍へ降格。シーズン通算では、一軍公式戦5試合の登板で0勝1敗、防御率18.00という成績にとどまった。シーズン終了後には、FA権の行使によって、埼玉西武ライオンズから涌井秀章投手が移籍。涌井が西武在籍時の背番号16を付けることを希望したため、背番号を13に変更した。
2014年には、一軍公式戦5試合に登板。通算の投球回数は4イニングで、0勝1敗、防御率6.75と振るわなかった。
2015年は入団以来初めて一軍登板がなく、10月3日に球団から戦力外通告を受けた。

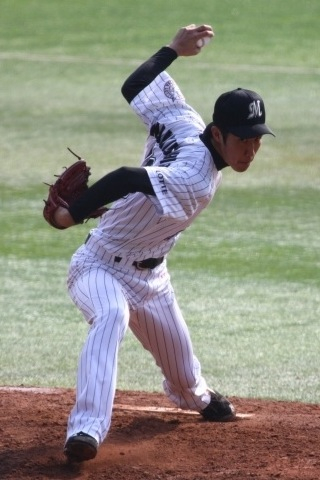
ロッテ時代
（2012年、QVCマリンフィールドにて）

NPB他球団での現役続行を希望していたことから、2015年11月10日に、12球団合同トライアウト（草薙球場）へ参加した。シートバッティング形式で打者3人と対戦し、ストレートで最速145km/hを計測したものの、2四球1死球という結果で制球難を露呈。NPB球団からのオファーはなく、12月17日にベースボール・チャレンジ・リーグの武蔵ヒートベアーズへ入団することが発表された。この間に『プロ野球戦力外通告・クビを宣告された男達』（TBSテレビ）のスタッフからの密着取材を受けていたため、12月30日にTBS系列で放送された同番組で取材の模様が紹介された。

### ダイヤモンドバックス傘下時代

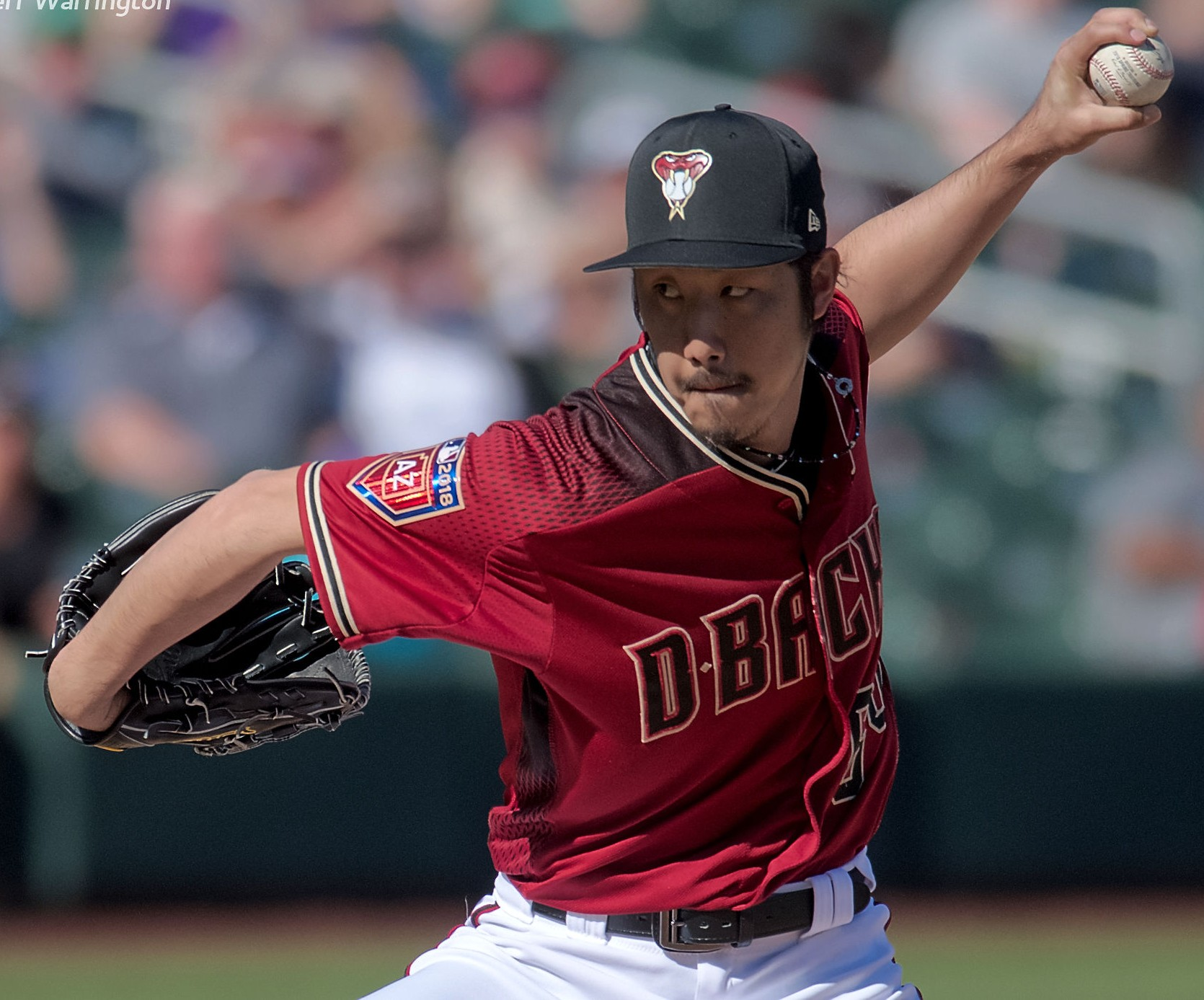
2018年2月26日

前述の『プロ野球戦力外通告』を視聴した日本在住のメジャーリーグベースボール（以下：MLB）スカウト関係者が、中後の独特の投球フォームや投球術（詳細後述）に注目。MLBの各球団に中後を売り込んだところ、2016年1月にフィラデルフィア・フィリーズ、アリゾナ・ダイヤモンドバックス、テキサス・レンジャーズ（いずれもMLBの加盟球団）がアメリカ国内でのスプリングトレーニングへ中後を参加させることを検討した。同年2月2日には、上記3球団のスカウト視察のもと上尾市民球場のブルペンで投球練習を実施。その結果、ダイヤモンドバックスがメジャーチームのスプリングトレーニングへ参加することを中後に打診した。武蔵球団もこの打診を容認したため、中後は招待選手として単身で参加することを決めた。
武蔵への入団からMLBへの挑戦を決断するまでの間には、『バース・デイ』（TBSテレビ）が密着取材。同月13日には、その模様が関東ローカルで放送された。
2016年3月1日に、ダイヤモンドバックスとマイナー契約を締結。シーズン当初はルーキー級アリゾナリーグのアリゾナリーグ・ダイヤモンドバックスに所属したが、6月23日にシングルAミッドウェストリーグのケーンカウンティ・クーガーズ、7月1日にアドバンスドAカリフォルニアリーグのバイセイリア・ローハイド、8月3日にAAAパシフィックコーストリーグのリノ・エーシズに昇格。MLBへの昇格には至らなかったが、3Aの公式戦で13試合連続無失点を記録した。オフにFAとなる。
2017年1月10日、再びダイヤモンドバックスとマイナー契約を締結した。背番号は64で、前年に続いてメジャーチームのスプリングトレーニングへ招待選手として参加。首脳陣から「メジャー昇格まであと少しのレベルまで来ている」との評価を受けたが、3月6日にはマイナーチームへの降格を通告された。2Aと3Aの公式戦で、日米を通じてプロ入り後最多の登板数（50試合）と投球イニング数（67回2/3）を記録。通算防御率2.53で球団幹部からは高い評価を受けたが、MLBへの昇格は見送られた。このためシーズン終了後には、NPBへの復帰も視野に進路を白紙へ戻すことを示唆していたが、最終的にはMLBへの挑戦を続けることを決めた。
2018年は、前年に続いてダイヤモンドバックスのスプリングトレーニングに招待選手として参加。その後は2Aのジャクソン・ジェネラルズに所属したが、公式戦24試合の登板で1勝1敗、防御率5.29と振るわず、6月21日に解雇された。

### DeNA時代
ダイヤモンドバックスを解雇された後、「MLBへの挑戦を2018年で終えたい」との意向を示した。これを受け、左投手の強化を求めていた横浜DeNAベイスターズが中後に入団テスト受験を打診した。中後はこの打診を受けて2018年6月29日に入団テストへ参加。テストを視察したDeNAの高田繁GMが、メディカルチェックで問題がなければ中後と契約する方針であることを明言した。7月4日に、DeNAは中後の獲得を正式に発表した。NPBへの復帰は4シーズン振りで、背番号は91。
7月20日の対阪神タイガース戦（横浜スタジアム）8回裏にNPBの一軍公式戦へ5シーズン振りに登板したが、3被安打1与四球2失点（自責点2）を記録した末に、1イニングで降板した。その一方で、8月28日の対中日ドラゴンズ戦（横浜）では、復帰後初ホールドをマーク。チームの勝利につなげたことから、試合後には復帰後初めてのヒーローインタビューも経験した。シーズン全体では、一軍と二軍を2度にわたって往復しながら一軍公式戦8試合へ登板。通算の投球回数は7回1/3にとどまったが、防御率3.68を記録した。
2019年は、二軍でチーム最多の44試合に登板し防御率1.17をマーク。しかし一軍公式戦の登板は4試合のみで、10月1日に自身3度目となる戦力外通告を受けた。通告の直後には「戦力外（と言われたの）は（自身）3回目で、もう30歳で家族もいるので、今後については何とも言えない」と語っていた。11月12日の12球団合同トライアウト（大阪シティ信金スタジアム）には参加せず、同月25日に現役引退を表明。奇しくも25日には、表明の前から球団が関与しないトークショーへの参加を予定していたため、このイベントでファンに向けて現役引退を報告した。

### 現役引退後
2020年シーズンからは、DeNAの球団職員に転身。元選手としては異例の営業部への配属となった。業務をこなしながら学生野球資格回復制度の研修も受け、ITmediaのインタビューに対しては指導者資格を取得したと語っていたが、実際にはプロ野球球団に籍を置いているため資格はない。

## 選手としての特徴
「千手観音投法」とも呼ばれる、スリークォーターやサイドスローなど腕の位置を多彩に使い分ける変則左腕。その投球スタイルから「和製ランディ・ジョンソン」とも称される。変則フォームで投げ始めたきっかけは、中学生時代に所属していたシニアリーグの監督からサイドスローを勧められたことにある。もっとも、中後本人の話によれば、「サイドスローがものにならなくて（身に付かなかった）ので、（監督から）何も教えてもらえなかった。『（監督から）干された』と感じたので、自分でフォームを改良した」という。
大学生時代には、最速151km/hのストレートとスライダー、シンカーなど多彩な変化球を投げていたが、ロッテへの入団後には「投球の割合は、ストレートが10パーセント、チェンジアップが1パーセント、残りの89パーセントはスライダー。スライダーは僕の生命線」と語っている。MLB3球団のスカウトが視察した前述の投球練習では、調整の段階でブルペンに入ったにもかかわらず、ストレートで140km/h台中盤のスピードを何度も計測。決め球のスライダーも披露した。その後に入団したダイヤモンドバックスではツーシーム、チェンジアップ、DeNA入団後はカットボールの投げ方も習得している。
三振を奪う能力が高い一方で、ロッテ時代には制球に苦しむシーンも多かった。ロッテ時代の一軍初登板の際には、内村賢介がスライダーに空振りし、投球がそのまま内村の体に当たった。

## 人物
愛称は「ウシロ」、「ナカ」など。
姓の「中後」を「なかうしろ」と読む例は日本全土でも少なく、大阪府内の電話帳では、中後本人の実家の電話番号だけが登録されているという。中後自身も、「自分の家族以外で中後姓の人に会ったことがない」と述べている。
近畿大学付属新宮高校初のプロ野球選手で、ロッテへの入団決定後にピッチングマシンを同校へ寄付している。
大の阪神ファンであり、ロッテ入団の直後には「桧山進次郎と対戦するのが夢」と語っていたが、実現には至らなかった。
ロッテから2位で指名された直後には、「1位指名されると思っていました」とコメント。さらに自身と同学年の左腕投手で、ロッテから1位で指名された藤岡貴裕を「何年か先には抜いて見せます」と豪語していたが、わずか4年で戦力外通告を受けてしまった。
2012年1月に千葉ロッテマリーンズ寮（埼玉県さいたま市）へ入寮したが、ドラフト4位指名で自身と同じ関西出身の益田直也（当時は関西国際大学4年生）と共に、当初の予定より遅く寮に到着した。関西からJRの電車を乗り継いで寮へ向かう途中に、東京駅から寮の最寄り駅である武蔵浦和駅まで、京葉線・武蔵野線経由で移動したことによる。このルートでは1本の電車だけで移動できるが、電車を乗り継ぎながら他の路線（京浜東北線など）で移動する場合に比べて、2倍以上の時間を要する。
プロ3年目の2015年4月22日に、「4（よ）い22（夫婦）」という語呂合わせで、元保育士の女性と入籍。しかし妻が第1子を出産する直前に、ロッテから戦力外通告を受けた。同年の12球団合同トライアウトの直後には、NPB他球団から獲得の打診がなかったことから、家族との生活を背景に一時は引退を検討。3週間悩んだ末に、「好きな野球を取りあげることはできないから、やりたいようにやったらいい」という妻の後押しもあり、武蔵への入団を決意した。武蔵への入団決定直後に第1子（男児）が誕生している。
『プロ野球戦力外通告』での取材中には、「独立リーグでは年収が150万円程度で、とても家族を養えない」という理由から、武蔵でのプレーを1シーズンに限ることを明言。それまでにNPBへの復帰を果たせなかった場合には、現役を引退する意向を示していた。実際にはダイヤモンドバックス傘下でのプレーを経て、3年半後（2018年のシーズン途中）にNPB復帰を果たしている。
MLB球団からスプリングトレーニングへの参加を打診された当初は、年収の低いマイナーリーグから参加する可能性があることや、上記の事情を考慮しながら慎重に検討。後にメジャーリーグのトレーニングへの参加を打診されたことから、単身でアメリカに渡ったうえで、メジャーリーガーを目指すことを決断した。MLBへ定着した場合は家族をアメリカに呼び寄せることも考えていたが、結局3シーズンで一度も昇格を果たせないまま解雇された。

## 詳細情報

### 年度別投手成績
| 年 度    | 球 団    | 登 板 | 先 発 | 完 投 | 完 封 | 無 四 球 | 勝 利 | 敗 戦 | セ 丨 ブ | ホ 丨 ル ド | 勝 率 | 打 者 | 投 球 回 | 被 安 打 | 被 本 塁 打 | 与 四 球 | 敬 遠 | 与 死 球 | 奪 三 振 | 暴 投 | ボ 丨 ク | 失 点 | 自 責 点 | 防 御 率 | W H I P |
| -------- | -------- | ----- | ----- | ----- | ----- | -------- | ----- | ----- | -------- | ----------- | ----- | ----- | -------- | -------- | ----------- | -------- | ----- | -------- | -------- | ----- | -------- | ----- | -------- | -------- | ------- |
| 2012     | ロッテ   | 27    | 0     | 0     | 0     | 0        | 2     | 0     | 0        | 5           | 1.000 | 96    | 20.1     | 21       | 1           | 13       | 0     | 4        | 15       | 0     | 1        | 11    | 11       | 4.87     | 1.69    |
| 2013     | ロッテ   | 5     | 0     | 0     | 0     | 0        | 0     | 1     | 0        | 1           | .000  | 9     | 1.0      | 1        | 0           | 5        | 0     | 0        | 0        | 0     | 0        | 2     | 2        | 18.00    | 6.00    |
| 2014     | ロッテ   | 5     | 0     | 0     | 0     | 0        | 0     | 1     | 0        | 0           | .000  | 19    | 4.0      | 3        | 0           | 5        | 0     | 0        | 1        | 1     | 0        | 4     | 3        | 6.75     | 2.00    |
| 2018     | DeNA     | 8     | 0     | 0     | 0     | 0        | 0     | 0     | 0        | 1           | ----  | 35    | 7.1      | 7        | 0           | 6        | 0     | 1        | 4        | 1     | 0        | 3     | 3        | 3.68     | 1.77    |
| 2019     | DeNA     | 4     | 0     | 0     | 0     | 0        | 0     | 0     | 0        | 0           | ----  | 12    | 2.2      | 3        | 0           | 2        | 0     | 0        | 1        | 0     | 0        | 1     | 1        | 3.38     | 1.88    |
| NPB：5年 | NPB：5年 | 49    | 0     | 0     | 0     | 0        | 2     | 2     | 0        | 7           | .500  | 171   | 35.1     | 35       | 1           | 31       | 0     | 5        | 21       | 2     | 1        | 21    | 20       | 5.09     | 1.87    |

### 記録
- 初登板・初ホールド：2012年3月31日、対東北楽天ゴールデンイーグルス2回戦（日本製紙クリネックススタジアム宮城）、8回裏1死に4番手で救援登板、2/3回無失点
- 初奪三振：同上、8回裏に聖澤諒から空振り三振
- 初勝利：2012年4月22日、対埼玉西武ライオンズ4回戦（QVCマリンフィールド）、8回表に3番手で救援登板、1回無失点

### 背番号
- 16 （2012年 - 2013年）
- 13 （2014年 - 2015年）
- 11 （2016年） ※実際には着用せず
- 64 （2016年 - 2017年）
- 91 （2018年 - 2019年）

### 登場曲
- 「The Disposable People」Marilyn Manson（2012年オープン戦 - ）
- 「黄金魂」湘南乃風 （2012年 - 2015年）
- 「The Show Goes On」Lupe Fiasco（2018年 - ）